# Good and Naughty

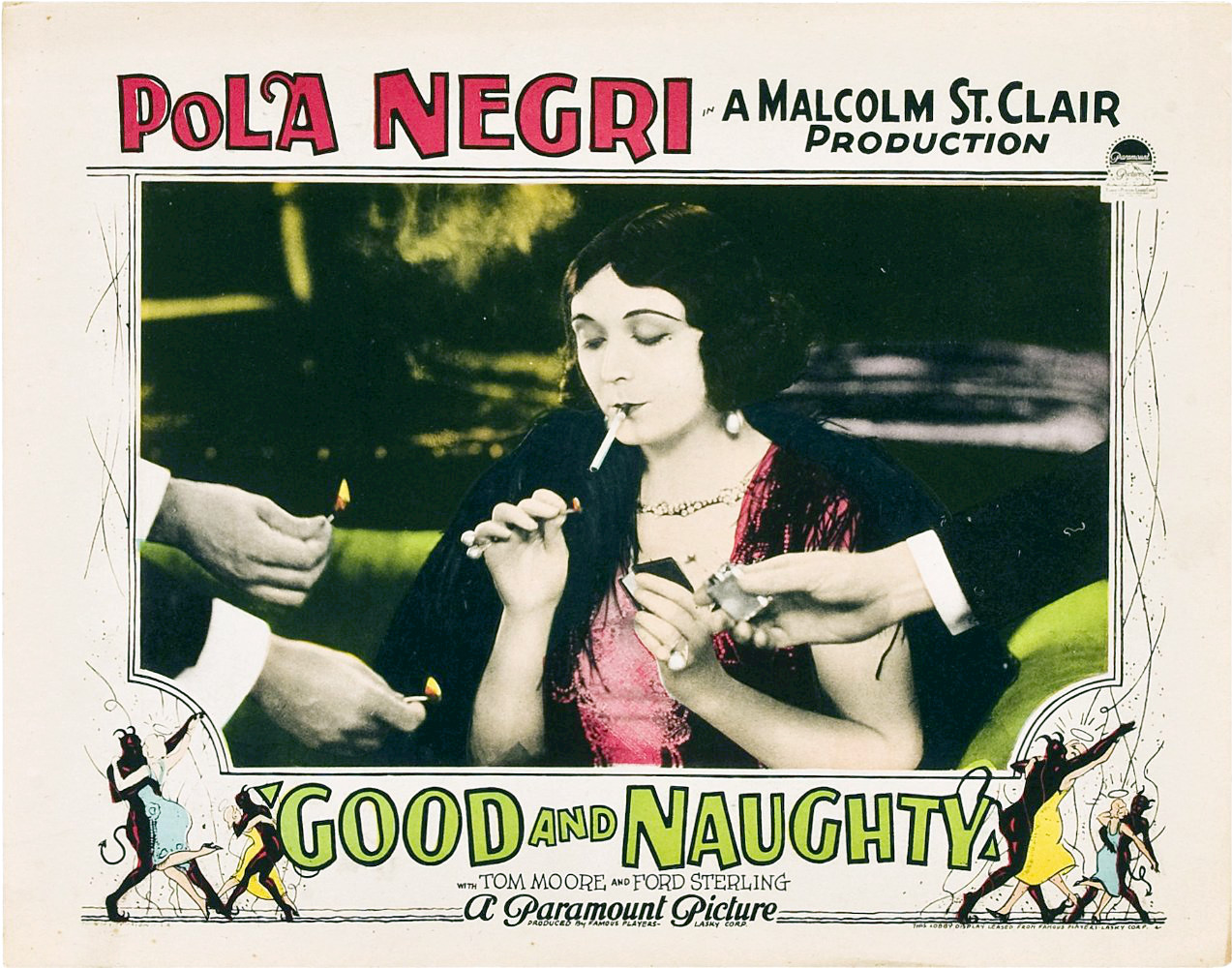
Carte promotionnelle du film.

Good and Naughty est un film américain réalisé par Malcolm St. Clair, sorti en 1926.

## Synopsis
Une entreprise ayant pour politique de ne pas embaucher de femmes séduisantes car elles épousent rapidement d'autres employés avant de démissionner, Germaine Morris se rend disgracieuse, et est embauchée comme décoratrice d'intérieur. Elle est secrètement amoureuse du directeur de l'entreprise, Gerald Gray, qui courtise Claire, l'épouse de Thomas Fenton l'un de ses clients. Claire invite Gerald à les accompagner pour une sortie en yacht. Pour dissiper les soupçons, Bunny West, l'amie de Gerald, s'arrange pour que la chanteuse Chouchou Rouselle les accompagne en se faisant passer pour sa fiancée. Cette dernière étant empêchée, Germaine annonce à Bunny qu'elle viendra à la place de la chanteuse. Germaine embarque sous son apparence de femme d'une beauté incroyable, et Gerald, Bunny et les Fenton tombent tous amoureux d'elle. Après plusieurs péripéties, dont celle où Claire a avoué à son mari qu'elle était courtisée par un autre homme, Gerald arrange une réconciliation entre le mari et la femme, puis propose un arrangement entre lui et Germaine pour qu'elle puisse redevenir une de ses employées.

## Fiche technique
- Autre titre : Florida
- Réalisation : Malcolm St. Clair
- Scénario : Avery Hopwood, Pierre Collings d'après la pièce française Pouche[2] de Henri Falk et René Peter et son adaptation américaine Naughty Cinderella[3],[4]
- Photographie : Bert Glennon
- Distributeur : Paramount Pictures
- Genre : Comédie romantique[2]
- Durée : 6 bobines
- Date de sortie : 7 juin 1926

## Distribution
- Pola Negri : Germaine Morris
- Tom Moore : Gerald Gray
- Ford Sterling : Bunny West
- Miss DuPont : Claire Fenton
- Stuart Holmes : Thomas Fenton

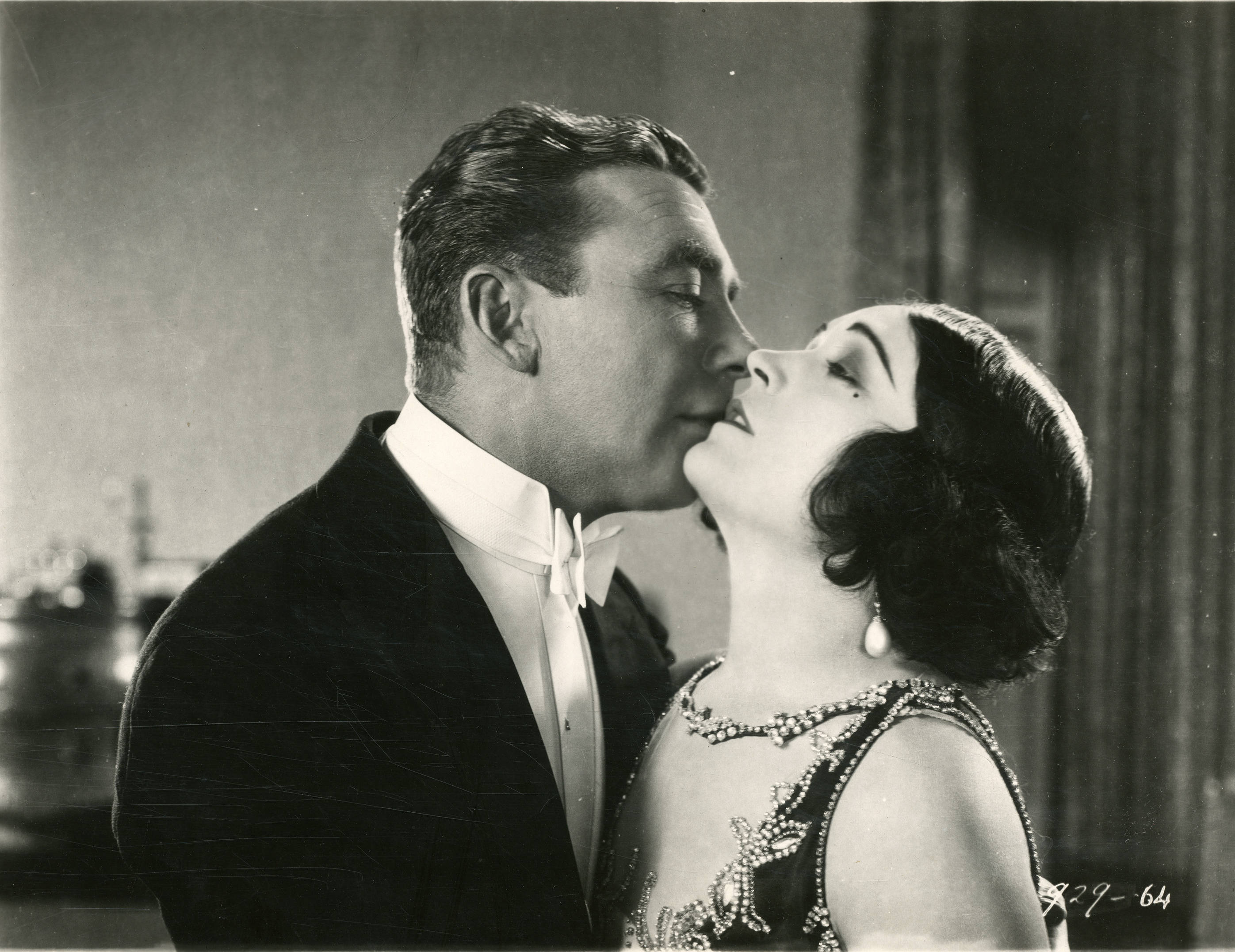
Tom Moore et Pola Negri.

- Marie Mosquini : Chouchou Rouselle
- Warner Richmond : Bad News Smith